# ADF (устройство)
ADF (англ. Automatic document feeder — устройство автоматической подачи документов) — устройство, используемое в офисной сканирующей технике (МФУ, сканерах, факсах и пр.) для замены ручной подачи сканируемого материала. В некоторой технике можно использовать как ручную подачу, так и ADF.
Некоторые модели ADF выпускаются отдельно и могут быть установлены на разные модели сканирующих устройств. ADF оцениваются по таким параметрам, как скорость сканирования (ppm, англ. pages per minute — страниц в минуту) и количество помещающихся в них страниц.

## Двустороннее сканирование
Существуют ADF, позволяющие автоматически сканировать две стороны одного листа. Они используют один из двух принципов:
- RADF(англ. Reversing automatic document feeder — переворотный автоматический податчик документов) — устройство сканирует одну сторону листа, затем переворачивает его и сканирует другую сторону.
- DADF (англ. Duplexing automatic document feeder — двусторонний автоматический податчик документов) — за один раз сканируются обе стороны листа.

Такие ADF дополнительно оцениваются по параметру IPM (англ. images per minute — изображений в минуту), который показывает количество сторон, сканируемых в минуту.